# Двигатель Toyota F
Toyota F — серия рядных шестицилиндровых бензиновых двигателей внутреннего сгорания, выпускавшихся японской компанией Toyota Motor Corporation с ноября 1949 по 1992 год.

## История
Двигатель Toyota F разрабатывался в декабре 1948 года. Впервые двигатель был представлен в 1949 году на Toyota BM, а с 1950 года двигатель устанавливался на автомобили на японском рынке.
Чаще всего двигатель устанавливался на Land Cruiser и многие другие крупногабаритные автомобили. Также двигатель устанавливался на Toyota SA и Toyota Crown.

## F
- Объём: 3,9 л (3878 см3)
- Мощность: 75/93 кВт (105/125 л. с.)
- Крутящий момент: 261/289 Н·м
- Степень сжатия: 6,4:1
- Годы производства: 1949—1975

### Устанавливался на
- Toyota FX/FZ[6]
- Toyota FA/FC
- Toyota Massy Dyna
- Toyota Coaster[7]
- Toyota Land Cruiser (J40)

## 2F
- Объём: 4,2 л (4230 см3)
- Мощность: 101 кВт (135 л. с.)
- Крутящий момент: 271 Н·м
- Степень сжатия: 7,8:1
- Годы производства: 1975—1988

### Устанавливался на
- Toyota Land Cruiser (J40)
- Toyota Land Cruiser (J55)
- Toyota Land Cruiser (J60)
- Toyota FC100[7]

## 3F / 3F-E
- Объём: 4,0 л (3955 см3)
- Мощность: 116 кВт (155 л. с.)
- Крутящий момент: 303 Н·м
- Степень сжатия: 8,1:1
- Годы производства: 1985—1992

### Устанавливался на
- Toyota Land Cruiser (J60)
- Toyota Land Cruiser (J70)
- Toyota Land Cruiser (J80)